# 卢州 (南梁)
卢州，中国南北朝时设置的州。
南朝梁天监十年（511年）分武陵郡地置卢州。今泸溪县、花垣县地。以境内卢水为名治泸溪。治所即今湖南泸溪县。徐文范《东晋南北朝舆地表》载，卢州领南阳郡，郡领建昌县、沅陵县、酉阳县、盐泉县、龙檦县五县。南朝陈太建七年（575年）废除卢州。